# Le Conquet
Le Conquet (in bretone Konk-Leon) è un comune francese di 2 691 abitanti situato nel dipartimento del Finistère nella regione della Bretagna.
Nei dintorni del villaggio si trova il faro e il forte di Kermorvan e più a nord il forte dell'Îlette.
È il comune più occidentale della Francia continentale.

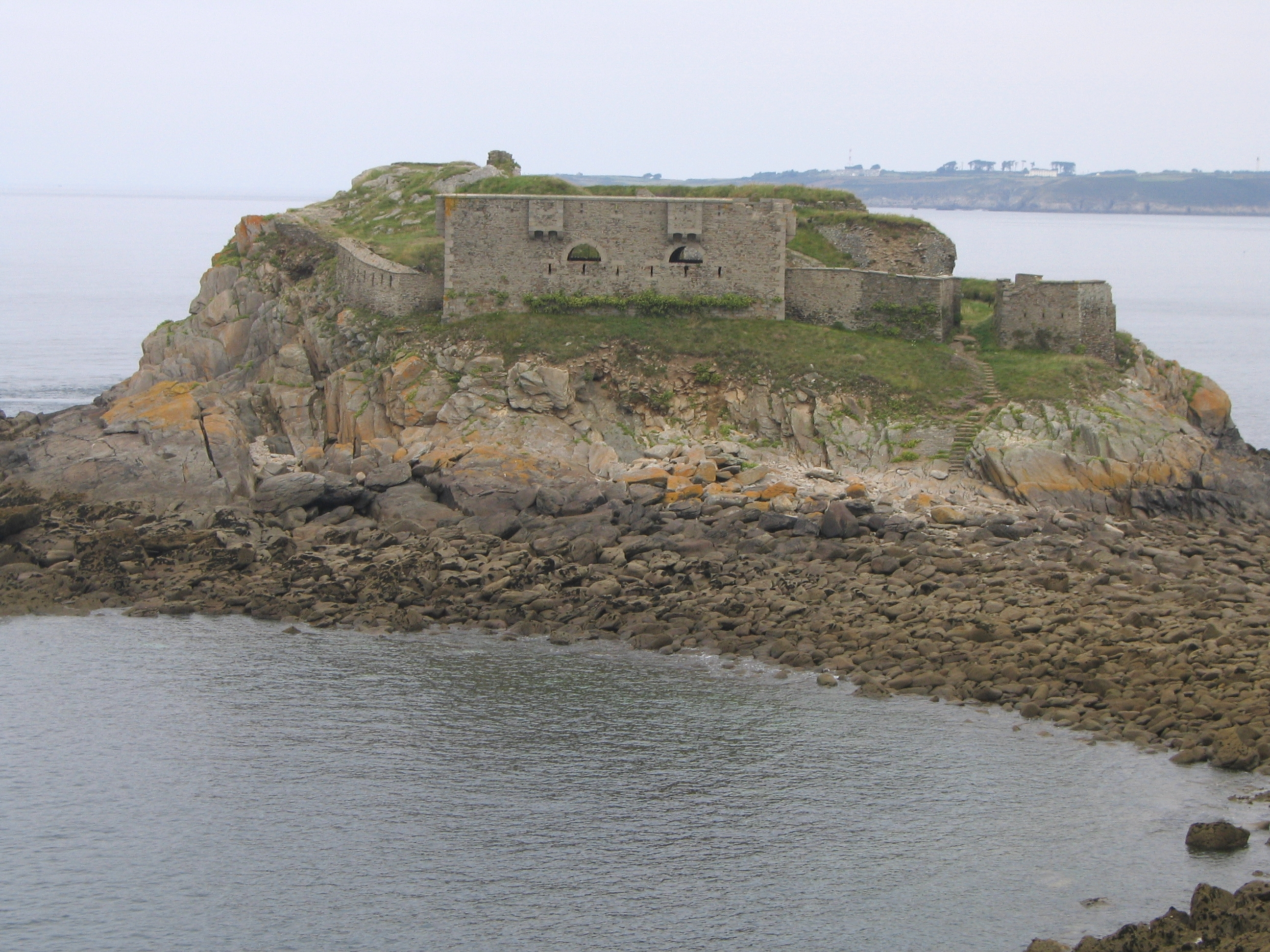
Il forte dell'Îlette

## Società

### Evoluzione demografica

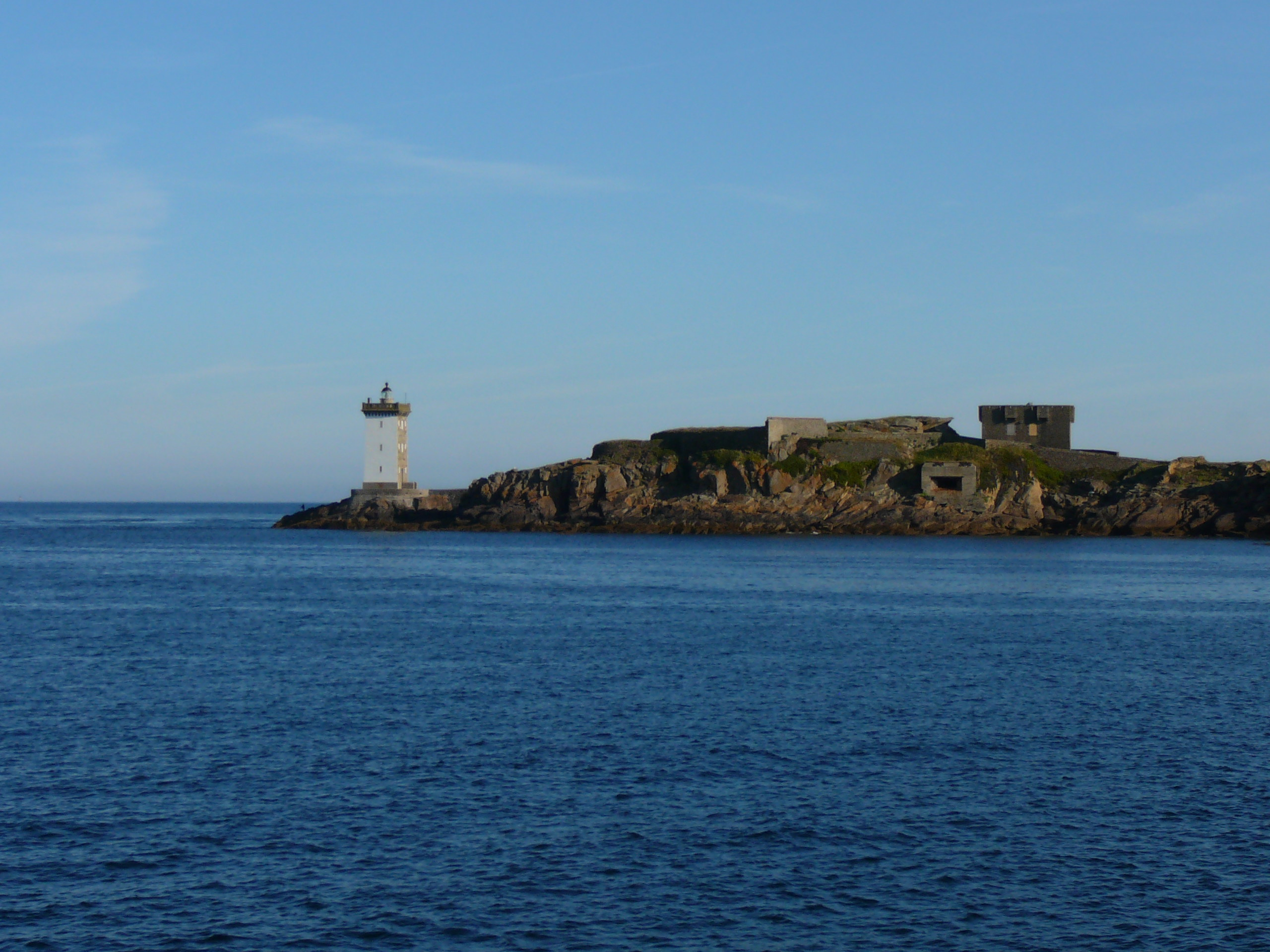
Il faro e il forte di Kermorvan

Abitanti censiti

## Gemellaggio
- Llandeilo